# Temiscira (cómic)
Temiscira (en griego: Themyscira, pronunciación en griego: /θe'miskyra/), es una ubicación ficticia que aparece en los cómics publicados por DC Comics; es mostrada como una ciudad-estado insular con un gobierno teocrático, ciudad capital de las Amazonas y lugar de origen de Mujer Maravilla. Apareció por primera vez en All Star Comics #8 (diciembre de 1941) y era conocida como Isla Paraíso o Isla de las Amazonas, hasta la publicación de Wonder Woman (vol. 2) #1 en febrero de 1987, en donde se establece que la ubicación se llama Temiscira y pertenece al archipiélago llamado «Las islas del paraíso». Su nombre está inspirado en Temiscira, la capital de las amazonas en la mitología griega.
Temiscira es presentada como una nación segregada de mujeres, considerada como una utopía feminista, regida por la «Ley de Afrodita», que declaraba que las Amazonas serían inmortales mientras ningún hombre pusiera un pie en su isla. Posteriormente, esto cambió a que cualquier hombre que intente poner un pie en Themyscira, lo hará bajo pena de muerte.
La ubicación aparece en las películas de 2017 Wonder Woman y Liga de la Justicia, así como en la película de 2020 Wonder Woman 1984, las tres ambientadas en el Universo extendido de DC.

## Historia sobre la publicación

### Pre-Crisis(1941-1987)
Cuando la tierra natal de Wonder Woman se presenta por primera vez en 1941, se la conoce como Isla Paraíso, una isla secreta y escondida en la Tierra habitada por las Amazonas del mito. A las Amazonas se les dio un descanso de las hostilidades y tentaciones del Mundo del Hombre, por lo que se decretó que comenzaran una nueva vida mejorándose a sí mismas al secuestrarse en esta isla lejos de la Antigua Grecia, después de haber sido esclavizadas por Hércules. Con la isla bendecida por los dioses olímpicos, a ningún hombre se le permitió poner un pie físicamente en ella. Cuando el avión del oficial de inteligencia del Ejército de los Estados Unidos Steve Trevor se estrella allí durante la Segunda Guerra Mundial, la princesa Diana, hija de la Reina Hyppolita de la isla, lo cuida hasta que recupera la salud en las afueras de la ciudad capital. Diana más tarde compite contra otras Amazonas para convertirse en Wonder Woman, la emisaria de Isla Paraíso que acompañará a Steve de regreso al "Mundo del Hombre" y ayudará en la lucha contra los poderes del Eje. Se estableció que todas las Amazonas son expertas en una disciplina llamada "balas y brazaletes" en la que son capaces de desviar las balas que les disparan utilizando las cadenas de cadenas en sus muñecas.
Se suponía que originalmente, aun así no está totalmente confirmado, que Isla Paraíso se encuentra en algún lugar del océano Pacífico. Luego, en la adaptación televisiva de la serie en la década de 1970 (el personaje encarnado por la actriz Lynda Carter), la ubicación de la Isla Paraíso la ubicaba en el Triángulo de las Bermudas. Y la versión de la película animada de 2009 la había colocado directamente en el mar Egeo.
Originalmente, había tres generaciones de mujeres Amazonas que vivían en la isla, siendo la princesa Diana parte de la segunda generación de mujeres amazonas que han vivido en la isla.
Esta historia de fondo básica sobre la isla permanecería intacta a lo largo de la Edad de Oro y la Edad de Plata de los cómics, hasta que la maxiserie limitada la Crisis en las Tierras Infinitas (1985-1986). Tras la conclusión de la serie limitada, la mayoría de los personajes en el universo de DC Comics se someterían a una modernización o Retcon en su historia base, y Wonder Woman fue uno de estos personajes cuya continuidad entera fue reiniciada.

### Post-Crisis (1987-presente)
En 1987 Wonder Woman fue relanzada por George Pérez, y se estableció que las Amazonas son las almas reencarnadas de mujeres asesinadas a lo largo de la prehistoria de los hombres. Por lo tanto, fueron forjadas en arcilla desde hace más de 3000 años anteriores a la era humana, y se les han dado una fuerza vital, devolviéndoles la vida por las cinco diosas más importantes del Olimpo: Artemis, Atenea, Deméter, Hestia, y Afrodita, concediéndole a las Amazonas la inmortalidad, gran fuerza física, sentidos muy agudos, belleza, sabiduría y amor la una por la otra. Tenían la tarea de enseñar los méritos de la virtud, el amor y la igualdad entre los hombres del "mundo del Patriarca". Ellas mismas fundaron la ciudad-estado de Temiscira en la antigua Grecia, en la actual Turquía, gobernada por las hermanas Hyppolita y Antíope. Ares, el dios de la guerra, fue un jefe rival de las Amazonas, manipula a su medio hermano Heracles para reunir fuerzas y atacar la ciudad de Temiscira. Heracles somete y hace estragos a Hyppolita, y sus fuerzas tienen éxito en el saqueo de Temiscira y hace que las Amazonas se conviertan en sus esclavas. Hyppolita suplica a las diosas por su ayuda. Atenea se compromete a ayudar a las Amazonas, pero siempre y cuando no vayan en contra de su propósito en la búsqueda de la venganza. Estando de acuerdo con sus términos, Atenea libera las Amazonas de sus cadenas. Una vez liberadas, sin embargo, las Amazonas proceden a vengarse de sus captores en su mayoría. Antiope, conduce una fuerza de guerreras Amazonas contra Grecia, en busca de venganza contra Hércules. por decreto de las diosas, Hyppolita lleva a sus compañeras amazonas restantes a una isla remota en la que, como penitencia por sus fracasos como maestros, se convierten en guardianas de la Puerta de la Condenación, como prevención de la fuga de los monstruos provenientes del inframundo. Cambian el nombre de Isla Paraíso a Temiscira después de que su capital había caído, y las Amazonas pronto comenzarían una nueva vida, construyendo de nuevo edificios y monumentos y perfeccionando sus habilidades como artesanas y guerreras.
Durante siglos, las Amazonas de Temiscira vivieron en estado de perfecta armonía, con un entorno pacífico, bajo el gobierno de una teocracia. Ellas sabían que en este lugar no se contemplaba la idea del racismo, aunque muchos consideraban que la Tribu Perdida de Antíope de las Amazonas eran un poco más que mujeres guerreras salvajes. Posteriormente, se destacaría la forma de pensamiento del género masculino, por considerarlo opresor y salvaje; en términos autoritarios, la palabra "policía" era ajena para el símbolo de autoridad, hasta el momento en que Diana llega a conocer el mundo exterior. La homosexualidad es completamente natural para ellas, mientras que algunas Amazonas son castas, otras tenpian consortes amorosas. Su ciudad fue compuesta en su totalidad de arquitectura grecorromana, aquella que databa de la época pre-Grecia clásica, aquella que estaba alrededor del 1200 a. C., llevando una vestimenta típicamente griega, como togas, sandalias, y un tipo de armadura aqueo-dórica. Las Amazonas también mantenían utilizando brazaletes de sumisión, y de donde desarrollaron la habilidad para desviar balas, esto fue como recordatorio por su tiempo como esclavas del hombre y obediencia a los mismos, aunque sólo Diana se destacaría mejor con el desarrollo de la habilidad para utilizar dichos brazaletes, que son capaces de desviar las balas con ellos puestos, especialmente los brazaletes mágicos que portan el traje de Wonder Woman, que aumentan dicha capacidad. Son fervientemente religiosas, al adorar a las diosas, aquellas deidades portadoras de la vida. Artemisa es su diosa principal, junto a la diosa Hera, en el caso de Artemisa, la adoran con un sacrificio de un ciervo. Las Amazonas celebran la fiesta de la creación cada año en una fiesta denominada, "La fiesta de los Cinco", recordándole a las diosas que las trajeron de vuelta a la vida.
De vez en cuando, las Nereidas traen a las costas de Themyscira infantes femeninos jóvenes de corta edad, aquellas que salvaban de accidentes en alta mar. Estas infantes las llamaban las "enviadas", niñas que recibían una tutoría espiritual en los ideales de las Amazonas, y que luego serían enviadas de vuelta místicamente al lugar de su desaparición. Julia Kapatelis, una de las primeras amigas de Diana en el mundo Patriarca, es una de estas bebés.
Temiscira está actualmente situada en el Triángulo de las Bermudas, pero posee la capacidad mágica de teletransportarse a cualquier lugar del mundo o periodo de tiempo si sus habitantes lo desean.

## Historia
Cada escritor título que ha escrito la etapa postcrisis del cómic de Wonder Woman ha representado de manera diferente la masacre de Themyscira:
- George Pérez - Incluía en la historia la intervención de Heracles con la violación y masacre de las Amazonas, así como la destrucción de Bana-Mighdall.
- William Messner-Loeb - La representó como una guerra tribal Amazona por el derecho de tener el poder en la Isla Temiscira.
- John Byrne - Instauró una invasión por parte de Darkseid, en la cual Temiscira fue saqueada y la mitad de la población murió y la otra mitad, el resto de amazonas se volvieron estatuas de piedra.
- Phil Jiménez - Reintrodujo de nuevo la historia de la guerra tribal Amazona por el derecho de tener el poder en la Isla Temiscira.
- Walt Simonson - Creó una historia en la cual un monstruo mitológico conocido como la Hydra invadía la isla y convertía a las Amazonas en piedra.
- Greg Rucka - Tomaba los acontecimientos de Proyecto OMAC, en donde estas máquinas, los OMACS asesinaban a más de la mitad de la población amazónica restante, esto obligó a la destrucción de la Isla. La isla tiene la opción mágica que puede cambiar su ubicación a través del tiempo y a otro lugar de la Tierra.[8]

### La introducción deWonder Woman
En los últimos años, la hija de la reina Hyppolita, la princesa Diana, también conocida como la Mujer Maravilla, se convertiría en embajadora de su nación ante el mundo exterior, incluso, representándola ante las Naciones Unidas en las historias del Universo DC. Con la ayuda de Diana, las Amazonas habían abierto las puertas de Temiscira a los dignatarios del "El mundo del hombre" por primera vez en siglos. Las criaturas provenientes del portal del inframundo habían sido vencidas, y por un tiempo, las Amazonas desmantelaron sus armaduras de combate como testimonio de un nuevo período de paz. Las Amazonas abrirían sus costas a los dignatarios de todo el mundo, sobre todo a las mujeres y hombres del mundo del hombre, pero con este intercambio diplomático por poco sería destruido por la malvada diosa Eris, la diosa de la discordia, e hija de Ares. Las Amazonas incluso llevarían a cabo su propia gira por los Estados Unidos, donde fueron marcadas por el asesinato de varias personas por las descendientes de Antiope, las asesinas mercenarias de Bana-Mighdall, y Circe. Fue durante el arco conocido como La Guerra de los dioses, que las Amazonas modernizaban su arsenal, prometiendo volver a ser guerreras. Circe quería trasladar a muchas de estas mujeres mercenarias de Bana-Mighdall, la llamada tribu perdida a Temiscira; por eso, cuando estas llegaron a Temiscira, donde, después de un conflicto contra sus hermanas amazonas con las que se encontraron, terminarían uniéndose para poder detener a Circe que las había manipulado. Los dos clanes amazonas forjaron una tregua, viviendo en los extremos opuestos de la isla.
La Profesora Julia Kapatelis, amiga cercana a la Mujer Maravilla y a las Amazonas, más tarde fue presentada en la portada de la revista National Geographic Society donde ella había logrado ubicar la ciudad turca original de Temiscira. Por desgracia, Julia tuvo que abandonar el proyecto de la excavación que estaba a la mitad, ya que uno de los amigos de su hija se había suicidado. Nunca se supo si la ciudad original donde se encontraba la Themiscira original había sido totalmente excavada o no, y nunca se logró poder demostrar.
Más adelante, Darkseid decide invadir y devastar a Temiscira cuando este buscaba encontrar un portal que le condujera a encontrar el camino hacia el Olimpo, el hogar de los denominados dioses griegos, matando a casi la mitad de las Amazonas que vivían en la isla. A medida que comenzaron la reconstrucción, las Amazonas que se encontraban en la isla se convirtieron en piedra. Esto fue como resultado de que salieron del plano mortal, y su conexión con los dioses, hizo que las Amazonas se fueran perdiendo, revirtiendo sus cuerpos a un estado primordial. Cuando los dioses del Olimpo volvieron, las Amazonas volvían a la vida en cuerpo y sangre. Sin embargo, otras Amazonas murieron durante un enfrentamiento contra la entidad demoníaca conocida como Nerón.
Con Diana e Hipólita sosteniendo aventuras en el mundo del hombre, tomando el manto de la Mujer Maravilla, por períodos de tiempo cada vez más largos, el Banas y los Themyscirans fueron manipulados en una sangrienta guerra civil a manos de Magala, que había sido poseído por el espíritu del asesino de Antíope, Ariadna. Usando el desdén preexistente de las tribus de unos contra otros, Magala utiliza aliados entre ambas ciudades Amazon para provocar el conflicto vengativa. La isla quedó en ruinas, y la guerra sólo se detuvo cuando Hipólita abolió la familia real, renunció a su trono.
Dejaron en desacuerdo, pero sobre un fondo plano político, las Amazonas Banales y las Temisciranas unieron sus fuerzas para derrotar a las fuerzas alienígenas del conquistador de mundos conocido como Imperiex. Temiscira, místicamente terminó por ser trasladada al espacio exterior, y allí fue destruida una vez más, y cientos de amazonas de ambas tribus murieron. Cuando Wonder Woman llevó a cada tribu Amazona a realizar un ritual a través de la lectura de una oración ecuménica, logró canalizar el poder hacia el nuevo dios Darkseid, y las mujeres guerreras ayudaron a derrotar a Imperiex y su aliado Brainiac 13.

### Nueva Temiscira
Luego de ser destruida la isla a manos de Imperiex, durante el arco Nuestros Mundos en Guerra, Temiscira fue reconstruida y reubicada de nuevo, esta vez en el Triángulo de las Bermudas. Diseñada de nuevo a partir de las sugerencias de Julia Kapatelis, el Detective Marciano, Steve Trevor, el arquitecto canadiense Jean Claude Tíbet, y la Amazona maestra diseñadora Kaleeza Fashed, Nueva Temiscira fue reconstruida con la ayuda de tecnología extraterrestre. Agregando una recreación artificial de varias islas, Temiscira fue restaurada con la fuerza combinada de los dioses griegos y las diosas egipcias que adoraban a las Amazonas. Transformándola en una poderosa serie de islas flotantes dedicadas al libre intercambio de información e ideas, Nueva Temiscira sería regida por ambas tribus Amazonas. Una vez más, Nueva Temiscira otra vez casi fue destruida por un ataque de ira causada por la diosa Hera. Estaba enfadada porque que Zeus estaba espiando mágicamente el baño de Artemisa utilizando el poso de adivinaciones. Debido a sus acciones, las islas dejaron de flotar en el aire por sus propios medios y en su lugar, volvieron a ser un par de islas tradicionales una vez más.
Recientemente, Temiscira fue atacada por fuerzas del Proyecto OMAC, durante los eventos relacionados con Crisis Infinita. Tras el ataque, así como otra serie de ataques, la isla ha sufrido desde que Diana se convirtió en Mujer Maravilla, por lo que se decidió que los dioses olímpicos y las diosas de Bana-Mighdall transportarían la isla y a sus habitantes (sin Diana) a un lugar desconocido esta vez para poder a vivir en paz.

### Un año después
Bajo la dirección del escritor de historietas Will Pfeifer, tomó las riendas de la serie de Wonder Woman, y escribió el arco Amazons Attack! las Amazonas atacarían a la ciudad de Washington D. C., como represalia por los diferentes ataques hechos a la isla, especialmente el último ocasionado por las máquinas conocidas como OMACS. Al final de dicha serie, las Amazonas sus recuerdos fueron borrados Granny Godress (haciéndose pasar por la diosa Atenea), terminando por dispersar a las amazonas por todo el mundo con falsas identidades. Sólo el séquito conformado por la Reina Hipólita y su Guardia Real original permanecerían en Temiscira. La reina exilió a Temiscira estando casi vacía (ya que aparentemente la isla se había sido hundido, pero posteriormente se había restaurado durante la batalla) por los crímenes causados por el ataque al mundo del hombre, aunque sus acciones habían sido influenciados por el mal causado por la magia de Circe.
Más tarde, Zeus entonces revive recuerdos a Las Amazonas y proporciona el transporte para que vuelvan a Temiscira.

## Flora y fauna

### Pre-Crisis
Cuando se introdujo Isla Paraíso por primera vez en el cómic de Wonder Woman, dicha isla poseía criaturas que recordarían más a Australia ya que poséia canguros, donde las Amazonas los utilizaban para rodeo, al igual como sucedía con los caballos, a estos canguros los llamaban Kangas. Un Kanga perteneciente a Diana fue nombrado Jumpa. También hubo criaturas más pequeñas, criaturas similares a conejos errantes, propios de Isla Paraíso.

### Post-Crisis
Cuando el cómic de Wonder Woman fue renovado, a mediados de la década de 1980 este tipo de criaturas fueron eliminadas de la isla, por lo que pasó a tener animales de caza comunes, tales como ciervos, jabalíes, peces, y animales domésticos como los caballos. Las únicas criaturas exóticas o mitológicas de la isla eran criaturas siniestras debido a su naturaleza y existían en la zona de la región conocida como la entrada al inframundo, donde las Amazonas juraron mantener atrapadas para nunca escapar. Las aguas que rodean Temiscira también vivían las ninfas acuáticas conocidas como las Náyades y en los bosques una criaturas llamadas Dríades, unas ninfas de los robles que tuvieron un papel en su existencia en sus días de convivencia con la isla, a veces se vinculaban estrechamente su conexión con las mismas amazonas.
En 1999, cuando el escritor Eric Lucas se hizo cargo de la historieta de Wonder Woman, describió que la isla también poseía varias criaturas míticas perdidas de todo el mundo, que llegaron a asilarse en Temiscira. Estas criaturas consistieron en: Chiron el Centauro, el pegaso blanco de Perseo, Ladón el dragón de cien cabezas, una Quimera, y una esfinge.
Luego, el escritor Phil Jiménez escribió para el título de Wonder Woman en la década del 2000, se mencionó que en la isla llegaron a tener en libertad algunos dinosaurios obtenidos de Skartaris, que llegaron como criaturas refugiadas a Temiscira, además de que recuperaron a los Kangas que en la isla no existían desde la edad de oro. Hasta la fecha, no se han vuelto a ver Kangas como animales para montar.
El Escritor Greg Rucka reintrodujo a un segundo Pegaso que servía de compañero de paseo de la Mujer Maravilla, de color negro con ojos rojos. Se supondría que aún debería vivir en Temiscira.
En 2003, una historia retrospectiva hecha por Matt Wagner, titulada, Batman/Superman/Wonder Woman: Trinity, la isla está habitada por aves gigantes pensantes y las cuales también defienden. Y terminan por perder la defensa de las Amazonas.
La serie limitada de 2007, conocida como Amazons Attack! estaba representada por criaturas gigantes criadas por las Amazonas llamadas las Avispas Stygen, unos insectos avispa gigantes voladores y algunos caballos voladores (Unos Pegasos), así como grandes cantidades de Quimeras adiestradas para montar, y tres monstruos titánicos del tamaño de los ogros. Luego, posteriormente en la maxiserie limitada de 52 números, Cuenta Atrás para la Crisis Final (2007-2008), dicha serie introdujo una nueva revelación, y era que la isla estaba protegida por una parvada de Megalodones.
Cuando escritora Gail Simone tomó el título del cómic de Wonder Woman, la Reina Hipólita se preocupaba mucho por la cría de unos grifos adomesticados que tenía en los establos reales. También introdujeron a la isla Thalarion, una isla vecina a Temiscira en donde se encontraba el hogar de los Gargareanos, una serie de humanoides que aparecieron en el arco Rise of the Olynpian. Los Gargareanos no sólo poseían rebaños de caballos con alas similares a los Pegasos de Temiscira, sino también poseían rebaños de leones alados. Su líder, Aquiles, también tiene un elefante domesticado de batalla llamado Misia que tiene dos trompas, tres bocas y dos ojos brillantes, una piel impenetrable, y con la capacidad de caminar por el aire. Así como los Gargareanos se habían incorporado a las Amazonas de Temiscira, es seguro asumir que estas criaturas también residen allí.

## Apariciones en otros medios
La Isla de Temiscira o Isla Paraíso, ha hecho apariciones o tenido referencias en varias de las series y películas de animación de DC Comics así como una mención en la serie de televisión y telefilme de Wonder Woman. De tal forma así son las apariciones que ha tenido:

### Televisión
- Su primera aparición, fue en el telefilme interpretado por Cathy Lee Crosby de 1974, aunque la isla no es mencionada como tal, aparece brevemente. Ya en la serie que interpretó Lynda Carter Wonder Woman, toma el nombre de Isla Paraíso.
- En la serie animada de los Super Amigos, hace una breve aparición en dos episodios.
- Con el desarrollo de las series animadas Liga de la Justicia y Liga de la Justicia Ilimitada, hizo varias apariciones.
- En Batman, el Valiente, también aparece como Temiscira.
- En la serie de televisión Smallville, igualmente es mencionada.
- En el episodio 6 de la temporada 3 de DC Legends of Tomorrow. Las leyendas deciden trasladar a Helena de Troya a esta isla.
- Themyscira es mencionada por Donna Troy en el octavo episodio de Titans en una conversación con Dick Grayson sobre un dialecto sumerio.
- Themyscira aparece en el episodio de Justice League Action, "Luthor in Paradise", Lex Luthor y Circe invaden Themyscira para obtener un bastón místico de Hipólita que conduce al Reino Caído y es para obtener el Oculus del Argo, un artefacto de los Dioses Olímpicos que le daría a cualquiera que lo ejerza los poderes de Zeus que Hera le había confiado a Hipólita. En un corto "The Goddess Must Be Crazy", luego del incidente en "Luthor in Paradise", Supergirl y Wonder Woman practican su combate entre sí, pero Félix Fausto logra atacar la isla poseyendo a Supergirl.
- En el episodio de Harley Quinn, "Bachelorette", la personaje principal lleva a Hiedra Venenosa a Themyscira, que fue convertido en un resort por Eris para la despedida de soltera de esta última. Más tarde, la pareja descubre que Eris hipnotizó a la reina Hipólita y planea que le venda la isla a Lex Luthor, y puede frustrar el plan.
- Themyscira aparece en los episodios de DC Super Hero Girls, "#FantasticBeastsYHowToMindThem", donde en la escena final, Diana toma a su mascota grifo Steve para que esté libre con otros grifos y "#AwesomeAuntAntiope", en un flashback, donde una joven Diana se ve divirtiéndose con su tía Antiope.
- Themyscira aparece en el noveno episodio de la tercera temporada, "Souls", en la serie de acción real Titanes (2021). En el episodio, Raven entrena con las Amazonas mientras intenta encontrar una manera de recuperar a Donna Troy.

### Película
- En las películas animadas, ha sido mencionada y ha hecho aparición, tal es el caso de Justice League: The New Frontier, Wonder Woman (2009), y en Superman/Batman: Apocalypse.
- En la película animada del 2013, Liga de la Justicia: Paradoja del tiempo la isla no aparece, pero su lugar, la Isla de Gran Bretaña aparece como el hogar de las amazonas en esa línea de tiempo alternativa, donde la Temiscira original había sido destruida durante la guerra entre Atlantis y las Amazonas.
- En Justice League: War (2014), Diana menciona que ella vino de Paradise Island (el antiguo nombre de Themyscira en los cómics).
- Themyscira aparece en la película animada DC Super Hero Girls: Héroe del Año (2016).
- Themyscira aparece en el DC Extended Universe:
  - En la película Wonder Woman (2017), hace su debut oficial la Isla de Temiscira, las escenas grabadas para la isla fueron realizadas en Craco (Italia). Fue retratado de acuerdo con la versión posterior a la crisis. Steve Trevor aterrizó en Themyscira después de robar un biplano alemán de una base en algún lugar de Turquía, lo que implica una ubicación en algún lugar del Mediterráneo oriental.
  - Una vez más, se muestra a Themiscyra en Liga de la Justicia (2017) donde Steppenwolf (capturado en movimiento por Ciaran Hinds) aterriza a través de un Boom Tube en una bóveda que almacena una de las tres Cajas Madre que contienen el poder de los Nuevos Dioses. Después de la reina Hipólita (Connie Nielsen) se escapa mientras las amazonas luchan contra él, Steppenwolf recupera con éxito la caja después de una breve pelea con la Reina e hiriendo a varios otros amazónicos. Antes de irse, él presagia que Hipólita lo obedecerá y lo amará después de que obtenga el poder de las tres cajas, así como de otras amazónicas. Themyscira también aparece en la versión del director de la película (2021).
  - Themiscyra se muestra una vez más en Wonder Woman 1984 (2020). En un comienzo, donde una joven Diana Prince participa en un evento atlético contra unas Amazonas mayores.
- Themyscira aparece brevemente en la película animada Teen Titans Go! to the Movies, donde se muestra a una joven Wonder Woman practicando con el Lazo de la Verdad.
- Themyscira se muestra en la película animada Wonder Woman: Bloodlines (2019).
- Themyscira aparece en la película de 2021 Space Jam: A New Legacy, donde se muestra a Lola Bunny completando un torneo organizado por Wonder Woman para convertirse en una Amazona.

### Videojuegos
- Themyscira es una de las etapas jugables en el videojuego de 2008 Mortal Kombat vs. DC Universe, con varias Amazonas que aparecen en varias escenas de corte.
- Themyscira aparece en varias instancias de DC Universe Online donde ayudas a Wonder Woman o Circe a ayudar con sus respectivos objetivos relacionados con las Amazonas y una versión de mundo abierto que presenta al Consejo de Wonder Women de cinco universos diferentes contra los que ayudas en una lucha, los dioses olímpicos y los dioses nuevos, y esta versión se compone de una isla fusionada con las versiones de realidades correspondientes de las Wonder Women de los diferentes universos de su isla, llamada Patchwork Themyscira.
- Themyscira es un escenario jugable en el videojuego de 2013 Injustice: Gods Among Us, representado como un templo en la cima de una montaña y un área portuaria.
- Themyscira aparece en un nivel en Lego DC Super-Villains. Wonder Woman viaja allí con Harley Quinn y Cyborg para liberarla del secuaz de Darkseid, Abuela Bondad, quien ha tomado a la población bajo control mental.
- En 2020, Roblox tuvo un evento de Wonder Women ambientado en la isla de Themyscira.[11]